# There Was a Crooked Man...
There Was a Crooked Man... (br.: Ninho de cobras / pt.: O réptil) é um filme de faroeste estadunidense de 1970, dirigido por Joseph L. Mankiewicz. Foi o único filme do gênero realizado por Mankiewicz. Ele dirigiu tipos diversos de filmes anteriormente, tais como o drama All About Eve, o musical Guys and Dolls e o épico Cleopatra. O roteiro é de David Newman e Robert Benton, o primeiro após Bonnie and Clyde.

## Elenco
- Kirk Douglas...Paris Pitman Jr.
- Henry Fonda...Xerife Woodward W. Lopeman
- Hume Cronyn...Dudley Whinner
- Warren Oates...Floyd Moon
- Burgess Meredith...Missouri Kid
- John Randolph...Cyrus McNutt
- Lee Grant...Madame Bullard
- Arthur O'Connell...Senhor Lomax
- Martin Gabel...diretor Francis E. LeGoff
- Michael Blodgett...Coy Cavendish
- C.K. Yang...Ah-Ping
- Alan Hale Jr....Tabaco
- Victor French...Uisque
- Claudia McNeil...Madame
- Bert Freed...Skinner
- Jeanne Cooper...Prostituta
- Barbara Rhoades...Senhorita Jessie Brundidge, a professora
- Gene Evans...Coronel Wolff
- Pamela Hensley...Edwina
- J. Edward McKinley...Governador
- Ann Doran...Madame Lomax

## Sinopse
Por volta de 1880, Paris Pitman e seu bando roubam 500 mil dólares do rancheiro Lomax. As vítimas reagem e todos os bandidos são mortos no tiroteio, exceto Paris que aparentemente fica satisfeito ao fugir sozinho com o dinheiro. Ele esconde a maior parte numa montanha, numa cova repleta de serpentes. Mas, ao ir até um bordel é visto por Lomax e acaba preso e sentenciado a cumprir pena de dez anos numa prisão no meio do deserto do Arizona, sem, contudo, revelar o paradeiro do dinheiro. O diretor corrupto da penitenciária LeGoff sabe sobre o crime de Paris e tenta forçar-lo a lhe contar sobre o esconderijo, preparando-lhe espancamentos, trabalhos pesados e mantendo-o na solitária. Paris acaba se tornando simpático aos demais presos que o aceitam como uma espécie de líder. Um desses prisioneiros é Floyd Moon, capturado ao atirar no xerife Woodward W. Lopeman quando estava bêbado. Lopeman ficara manco de uma perna e não lhe aceitam mais continuar no cargo então ele se oferece para se tornar o novo diretor da penitenciária, após uma rebelião ter vitimado LeGoff. Lopeman busca humanizar a cadeia, construindo refeitórios, ambulatórios e até uma escola e tenta ganhar a simpatia de Paris. Mas o bandido só pensa em fugir e não hesitará em usar a todos e fazer todo tipo de trapaça para escapar e recuperar o dinheiro escondido.